# Тежки престъпления
„Тежки престъпления“ (на английски: High Crimes) е американски трилър от 2002 година на режисьор Карл Франклин, по сценарий на Юри Зелцер и Грейс Кари Бикли, адаптация на едноименния роман на Джоузеф Файндър. Във филма участват Ашли Джъд, Морган Фрийман, Джим Кавийзъл, Аманда Пийт и Том Бауър.